# Zsolnai Hédi
Zsolnai Hédi (sz. Zirner Hedvig; Budapest, 1924. november 29. – München, 2004. december 19.) Liszt Ferenc-díjas magyar énekesnő, színésznő. Sokak szerint az első magyar igazi sanzonénekesnő.

## Életpályája
Zirner József kereskedő és Danczinger Piroska divatárusnő lánya. Az első énekes szerepét 1935-ben, az Édes mostoha című filmben kapta az akkor még mindössze tizenegy éves Zirner Hedvig. Énekesi pályája azonban igazán csak a második világháború után kezdődött, miután a Zeneművész Szövetségnél vizsgát tett. Elegáns előadói stílusa, szép hangja főként szentimentális, érzelmes slágerekben érvényesült; hasonlóan kortársaihoz: Ákos Stefihez vagy Hollós Ilonához. 1955-től a Budapesti Varieté, 1964-től a Vidám Színpad tagja volt, de az 1960-as években vendégszerepelt számos nyugat-európai országban is. 1977-ben Münchenbe disszidált, ott élt 2004. december 19-én bekövetkezett haláláig. Az utolsó éveiben írta meg a Johanna a kocsmában című, önéletrajzi ihletettségű regényét.

## Színpadi szerepei
A Színházi adattárban regisztrált bemutatóinak száma (1949–): 31.
- Bágya András – Szenes Iván: Őfelsége a sztár... Mademoiselle
- Tardos Péter: Autóstop... Hédi
- Az utca éneke
- Romhányi József: Bolondos állattan
- Eduardo De Filippo: Milliomos Nápoly... Assunta
- Enőd Tamás: Ó-Breton legenda... Ifi asszony
- Romhányi József: Piroska valamint a farkas... Nagymama
- Durant: Barbara... Dolly
- Ábrahám Pál: Bál a Savoyban... Bébé
- Kemény Egon: Fekete liliom... Paulette (Kemény Egon - Nóti Károly - Földes Imre - Halász Rudolf: „Fekete liliom” (1946) Romantikus nagyoperett 3 felvonásban. Bemutató: Fővárosi Operettszínház (ma: Budapesti Operettszínház) 1946. december 20. Főszereplők: Karády Katalin, Gombaszögi Ella, Fejes Teri, Somogyi Nusi, Latabár Kálmán, Nagy István, Gozmány György, Zentay Ferenc, id. Latabár Árpád, Pártos Gusztáv, Temessy Hédi, Zsolnay Hédi - Paulette. Rendező: Tihanyi Vilmos. Karnagy: Endre Emil. Díszlet: Bercsényi Tibor. Karády Katalin, Fejes Teri, Gombaszögi Ella ruhái a Szitanágay-szalonban készültek. Revükoreográfia: Rudas-fivérek)

## Slágerei
- Ilyen vagyok (Kozma József – Reményi-Gyenes István)
- Mindig Pestről álmodom (Vécsey Ernő – Jamniczky László)
- Nagykörút (Hajdu Júlia – Romhányi József)
- Néha az kell, hogy dédelgess (Behár György – Romhányi József)
- Ragozás hármasban (Dobos Attila - Brand István - Zsolnai Hédi)
- Tíz év után (Vécsey Ernő)
- Tégy velem akármit (Berki Géza – Lóránd György)
- Későre jár (Beamter Jenő – Vécsey Ernő)
- Halló, ha ráér (Bródy Tamás – Rákosi János)
- Hulló falevelek (A két szemét meg most is látom...) (Kozma József – Vécsey Ernő)

## Hang és kép
- A sanzonett